# 濡れたらダメよ
『濡れたらダメよ』（ぬれたらダメよ、Dangerous When Wet）は、アメリカ合衆国のミュージカル映画。制作メトロ・ゴールドウィン・メイヤー、監督チャールズ・ウォルタース。トムとジェリーとエスター・ウィリアムズの共演作となっており、テクニカラーを用いている。

## キャスト
- ケイティ・ヒギンズ - エスター・ウィリアムズ
- アンドレ・ラネ - フェルナンド・ラマス
- ウィンディ・ウィービー - ジャック・カーソン
- トムとジェリー